# 水間有紀
水間 有紀（みずま ゆき、6月16日生まれ）は、日本のラジオパーソナリティ、MC、モデル 。埼玉県出身。血液型はA型。所属事務所は、F-FactoryJapan。

## 概要
北海道で生まれ、埼玉県で育つ。H.C.栃木日光アイスバックスアイスガールズの元メンバーで、背番号14を担っていた。
番組内で時折自身の年代をやんわり話す時があるが、あくまで永遠の14歳を自称している。
そばアレルギーでそばが食べられない。
2023年11月、自身の番組及びXで、結婚を発表した。

## 出演

### ラジオ
現在の出演番組
- MUSIC STATE（LuckyFM茨城放送）毎週月曜日
- LuckyFM K-POP Sunday（LuckyFM茨城放送）毎週日曜日

過去の出演番組
- border free（FM FUJI）
- SUNDAY DESIGNS（FM FUJI）
- J・K HIP-HOP （LuckyFM茨城放送）
- Bloomin'（RADIO BERRY）
- B・E・A・T（RADIO BERRY）
- CONNECT（LuckyFM茨城放送）

### テレビ
過去の出演番組
- 真夜中のおバカ騒ぎ!（チバテレ・TOKYO MX） マヨバガールズ

### オリジナルビデオ
- 恐典（2015年8月、楽創舎）